# DEARS (中島美嘉のアルバム)
『DEARS』（ディアーズ）は、中島美嘉のベストアルバムである。2014年11月5日にソニー・ミュージックアソシエイテッドレコーズよりリリースされた。

## 概要
中島にとっては2005年リリースの『BEST』に続く2作目のベストアルバムとなる。ベストアルバム『TEARS』と同日の発売。本作には、デビューシングル「STARS」から加藤ミリヤとのコラボシングル「Fighter/Gift」までのシングル全39枚（A面40曲）より、「明日のために流す涙」をテーマに20曲が収録された。なお、本作に収録されなかったシングルA面曲はすべて『TEARS』に収録されている。

## 収録曲

### Disc 1
1. STARS
1作目のシングル。オリジナルアルバム『TRUE』にはアルバムバージョン、ベストアルバム『BEST』には新録バージョンで収録されていたため、シングルバージョンのアルバム収録は今回が初めてとなる。
2. WILL
5作目のシングル。オリジナルアルバム『TRUE』にはアルバムバージョンで収録された。
3. GLAMOROUS SKY
16作目のシングル。NANA starring MIKA NAKASHIMAでリリースされ、同名義でリリースされたアルバム『THE END』にも収録された。中島美嘉名義のアルバム収録はベストアルバム『BEST』に続いて2度目となる。
4. LIFE
23作目のシングル。オリジナルアルバム『VOICE』にも収録された。シングル「LIFE」にはバラードバージョンも収録されている。
5. 初恋
36作目のシングル。オリジナルアルバム『REAL』にも収録された。
6. 流れ星
30作目のシングル。オリジナルアルバム『STAR』にも収録された。
7. ONE SURVIVE
3作目のシングル。オリジナルアルバム『TRUE』にはアルバムバージョンで収録されており、シングルバージョンのアルバムへの収録は今回が初めてとなる。
8. LOVE IS ECSTASY
34作目のシングル。オリジナルアルバム『REAL』にも収録された。
9. I DON'T KNOW
26作目のシングル。MICA 3 CHU名義でリリースされた。オリジナルアルバム『VOICE』にも収録されている。
10. CANDY GIRL
29作目のシングル。オリジナルアルバム『STAR』にも収録された。

### Disc 2
1. 永遠の詩
24作目のシングル。オリジナルアルバム『VOICE』にも収録された。
2. MY SUGAR CAT
19作目のシングル。オリジナルアルバム『YES』にも収録された。
3. Gift
39作目のシングル。加藤ミリヤとのコラボ。アルバム初収録。後にリリースされたオリジナルアルバム『TOUGH』にも再収録。
4. ALL HANDS TOGETHER
18作目のシングル。オリジナルアルバム『YES』にも収録された。
5. Over Load
28作目のシングル。オリジナルアルバム『STAR』にも収録された。
6. CRESCENT MOON
2作目のシングル。オリジナルアルバム『TRUE』にも収録された。
7. Love Addict
7作目のシングル。オリジナルアルバム『LØVE』にも収録された。
8. 火の鳥
12作目のシングル。オリジナルアルバム『MUSIC』にも収録された。
9. 僕が死のうと思ったのは
38作目のシングル。アルバム初収録。後にリリースされたオリジナルアルバム『TOUGH』にも再収録。
10. FIND THE WAY
9作目のシングル。オリジナルアルバム『LØVE』にも収録された。